# Шиклод
Шиклод (рум. Șiclod) — село у повіті Харгіта в Румунії. Входить до складу комуни Атід.
Село розташоване на відстані 245 км на північ від Бухареста, 61 км на захід від М'єркуря-Чука, 113 км на схід від Клуж-Напоки, 105 км на північний захід від Брашова.

## Населення
За даними перепису населення 2002 року у селі проживали 359 осіб, усі — угорці. Усі жителі села рідною мовою назвали угорську.